# Arschak Makitschjan

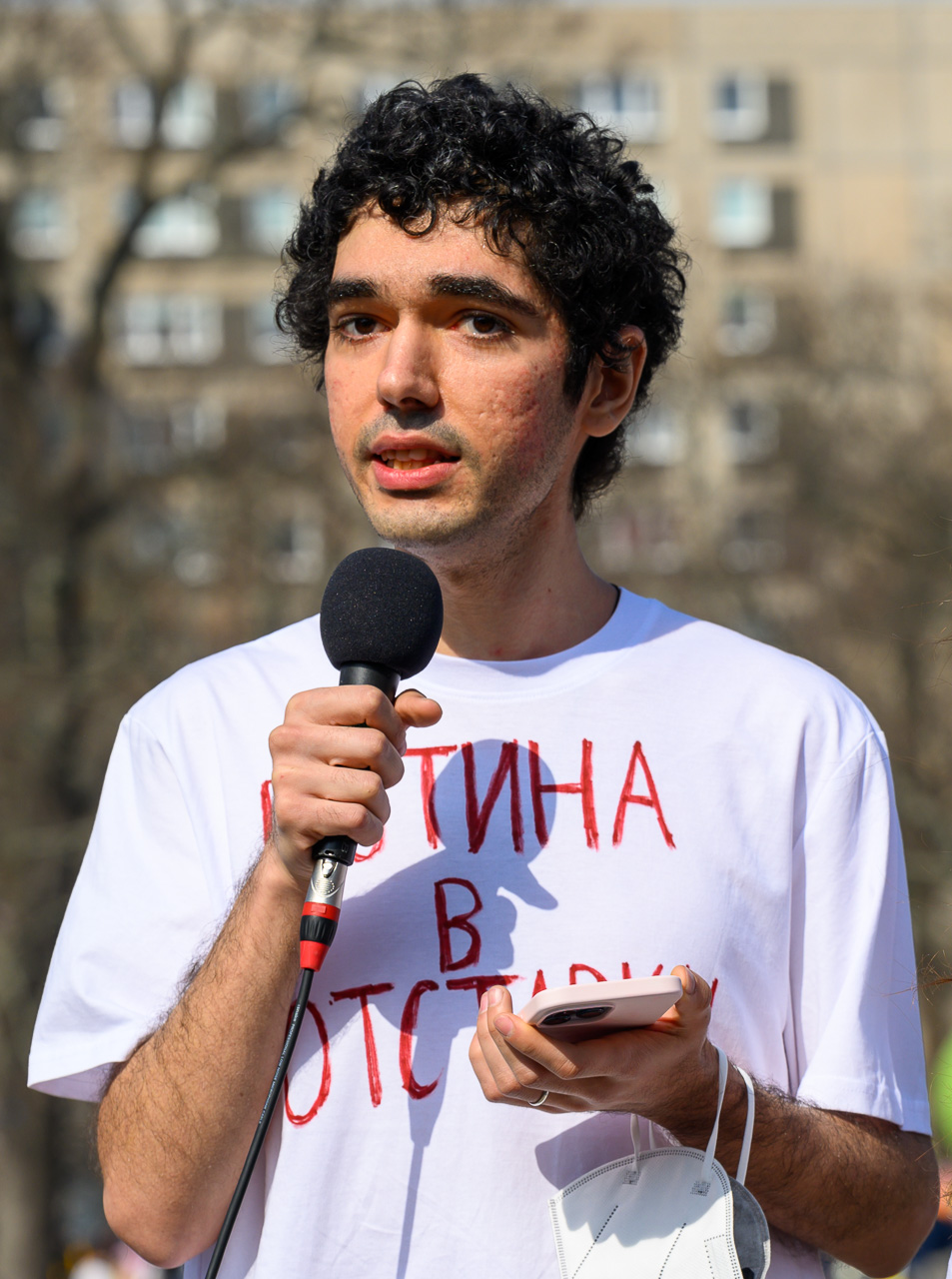
Arschak Makitschjan

Arschak Makitschjan (* 2. Juni 1994) ist ein staatenloser Klimaaktivist und Violinist.

## Leben
Makitschjan wurde in Armenien geboren. Als er ein Jahr alt war, war gerade der erste Krieg um Bergkarabach vorbei; seine Familie floh mit ihm nach Russland, wo er in Moskau aufwuchs. Makitschjan ist Violinist.
Am 24. Februar 2022 – dem Tag des russischen Überfalls auf die Ukraine – heiratete Makitschjan seine Frau. Das Paar posierte vor dem Standesamt, sie mit einem gelben Blumenstrauß zum blauen Kleid, er mit einer Kriegsbotschaft auf dem Hemd. Das Foto verbreitete sich viral im Internet.
Seit die russische Botschaft ihm Anfang 2023 seinen einzigen Pass entzog, ist er staatenlos; sein Vater und sein Bruder mussten Russland binnen drei Tagen verlassen und leben nun in Armenien. Er hat die armenische Staatsbürgerschaft beantragt und lebt vorerst mit einem dreijährigen Freiberufler-Visum in Deutschland.

## Wirken
Von März bis Dezember 2019 unternahm Makitschjan jeden Freitag alleine einen Schulstreik für das Klima auf dem Puschkinplatz in Moskau. In Russland waren Einzelproteste damals noch gesetzlich erlaubt, während für größere Proteste eine polizeiliche Genehmigung notwendig war. Makitschjan beantragte mehr als zehnmal eine Erlaubnis für größere Proteste, jedoch ohne Erfolg. Meist war er allein, weshalb ihn Medien als „Moskaus einsamen Klimademonstranten“ bezeichneten. Heute ist er stolz auf die Organization der ersten Klimabewegung in Russland.
Makitschjan inspirierte andere in ganz Russland dazu, am Schulstreik für das Klima teilzunehmen, darunter andere Einzelpersonen mit Streikposten in Moskau. Mehrfach wurde er von den Behörden verhaftet und zu Geldstrafen verurteilt. Im Dezember 2019 wurde er sechs Tage lang inhaftiert, wenige Stunden nachdem er aus Madrid zurückgekehrt war, wo er bei der UN-Klimakonferenz 2019 (COP 25) gesprochen hatte.
Nach dem russischen Überfall auf die Ukraine 2022 protestierte Makitschjan gegen den Krieg. Ende März 2022 reiste er nach Berlin, um einer Inhaftierung zu entgehen.
Im Juni 2024 protestierte er bei den UN-Klimagesprächen in Bonn gegen die Vergabe der COP29 an Aserbaidschan. Er kritisierte das Gastgeberland wegen der Militäroperation in Bergkarabach und bezeichnete die Klimakonferenz als Versuch, die Verbrechen an den Armeniern zu verschleiern. Da Armenier nicht nach Aserbaidschan einreisen dürfen, kann er nicht an der COP29 in Baku teilnehmen. Er äußerte die Sorge, dass die Klimakonferenz Kriegsverbrechen Aserbaidschans verdecken könnte, und fühlt sich von anderen Klimaaktivisten im Stich gelassen.
Makitschjan kritisiert Europa für seine Gaspartnerschaft mit Aserbaidschan, trotz der Erfahrungen mit Russland, das die Abhängigkeit von fossiler Energie zur politischen Einflussnahme genutzt habe. Er betont, dass ohne Menschenrechte, Demokratie und Partizipation kein Kampf für Klimagerechtigkeit möglich sei.